# Yang Chaosheng
Yang Chaosheng (en chino tradicional: 楊超聲; en chino simplificado: 杨超声; pinyin: Yáng Chāoshēng; Dongguan, Cantón, 22 de julio de 1993) es un futbolista chino que juega en la demarcación de extremo para el Meizhou Hakka FC de la Superliga de China.

## Selección nacional
Hizo su debut con la selección absoluta de China el 13 de diciembre de 2014 contra Kirguistán en un partido amistoso que finalizó con un resultado de 4-0 a favor del combinado chino tras los goles de Wu Lei, un doblete de Yang Xu y un autogol de Ildar Amirov para China.

## Clubes
| Club                            | País  | Año       | Partidos | Goles |
| ------------------------------- | ----- | --------- | -------- | ----- |
| Guangdong South China Tiger     | China | 2011-2012 | 50       | 14    |
| Guangzhou FC                    | China | 2013-2014 | 9        | 1     |
| Liaoning FC (cedido)            | China | 2014-2015 | 30       | 5     |
| Wuhan Yangtze River FC (cedido) | China | 2016      | 25       | 2     |
| Changchun Yatai FC              | China | 2019-2021 | 50       | 7     |
| Meizhou Hakka FC                | China | 2022-     | 50       | 5     |